# یوجی فوجیکاوا
یوجی فوجیکاوا (انگلیسی: Yuji Fujikawa؛ زادهٔ ۸ ژوئن ۱۹۸۷) بازیکن فوتبال اهل ژاپن است.
از باشگاه‌هایی که در آن بازی کرده‌است می‌توان به باشگاه ورزشی یوکوهاما اشاره کرد.